# 2011 HM102
2011 HM102, também escrito como 2011 HM102, é um troiano de Netuno que tem o mesmo período orbital que Netuno em seu ponto de Lagrange L5. Ele possui uma magnitude absoluta de 8,1 e tem um diâmetro com cerca de 106 km.

## Descoberta
2011 HM102 foi descoberto no dia 29 de abril de 2011, por meio do New Horizons KBO Search, usando o telescópio Magalhães II (Clay) no Observatório Las Campanas, no Chile.

## Órbita e classificação
Os troianos de Netuno são objetos transnetunianos ressonantes em uma ressonância orbital de movimento médio de 1:1 com Netuno. Esses troianos têm um semieixo maior muito parecido com o de Netuno (30,10 AU).
A órbita de 2011 HM102 tem uma excentricidade de 0,081 e possui um semieixo maior de 30,083 UA. O seu periélio leva o mesmo a uma distância de 27,659 UA em relação ao Sol e seu afélio a 32,508 UA.

## Exploração
Em outubro de 2012,  2011 HM102 era o objeto conhecido que estava mais próximo da sonda espacial New Horizons. Em meados de 2013, a New Horizons passou dentro de 1,2 UA de 2011 HM102, onde seria detectável com um dos instrumentos de bordo. Uma observação da New Horizons mediria a curva de fase do objeto em ângulos de fase inatingíveis da Terra. A equipe da New Horizons acabou decidindo que não iria mirar em 2011 HM102 para observações porque os preparativos para a aproximação de Plutão tinham precedência.